# Gian Stellari
Gian Stellari (Codogno, 14 gennaio 1929) è un direttore d'orchestra e compositore italiano.

## Carriera
Collaborò con Guido Malatesta in alcuni dei suoi film e compose la colonna sonora di tre film sul personaggio di Maciste. Nel 1956, fu il direttore d'orchestra del Festival di Sanremo e dell'Eurovision Song Contest, conducendo l'organico svizzero durante le performance di Aprite le finestre di Franca Raimondi e Amami se vuoi di Tonina Torrielli, rappresentanti l'Italia.

## Discografia
Gian Stellari registrò alcuni brani con la sua Orchestra Arcobaleno.
- Giuro D'Amarti Cosi (1958)
- Tango Del Cuore / Perché Tu Non Vuoi (1958)
- Il Pericolo Numero Uno / Le Trote Blu, con il Quartetto Cetra (1958)
- Hermano / Bambina, con Arturo Testa (1960)
- El Negro Zumbon (1960)
- Summertime, con Jolanda Rossin e Elio Bigliotto (anno sconosciuto)
- Mi sento in estasi (anno sconosciuto)

Inoltre, figurò nelle registrazioni in studio di diversi artisti sanremesi.
- Ho detto al sole / La vita è un paradiso di bugie - Gianni Marzocchi e Luciana Gonzales (1956)
- Il cantico del cielo / Anima gemella - Tonina Torrielli, Gianni Marzocchi e Clara Vincenzi	(1956)
- I successi di Tonina Torrielli - Tonina Torrielli	(1956)
- I successi di Ugo Molinari - Ugo Molinari (1956)
- La colpa fu... / È bello - Ugo Molinari e Luciana Gonzales	(1956)
- Musetto / Amami se vuoi - Gianni Marzocchi e Tonina Torrielli (1956)
- Parole e musica - Luciana Gonzales	(1956)
- Tonina Torrielli - Tonina Torrielli (1957)
- Corde della mia chitarra - Quartetto Cetra (1957)
- La paloma - Tullio Pane (1957)
- Le canzoni del Festival di Sanremo 1957 viste dal Quartetto Cetra - Quartetto Cetra (1957)
- ...Personality... - Tonina Torrielli (1958)

## Filmografia
- La congiura dei Borgia, regia di Antonio Racioppi (1958)
- Apocalisse sul fiume giallo, regia di Renzo Merusi (1959)
- Agosto, donne mie non vi conosco, regia di Guido Malatesta (1959)
- La strada dei giganti, regia di Guido Malatesta (1960)
- La furia dei barbari, regia di Guido Malatesta (1960)
- Vacanze in Argentina, regia di Guido Leoni (1960)
- Robin Hood e i pirati, regia di Giorgio Simonelli (1960)
- Il trionfo di Maciste, regia di Amerigo Anton (1961)
- Maciste contro i mostri, regia di Guido Malatesta (1962)
- Taras Bulba, il cosacco, regia di Ferdinando Baldi (1962)
- Giulio Cesare, il conquistatore delle Gallie, regia di Amerigo Anton (1963)
- Maciste contro i tagliatori di teste, regia di Guido Malatesta (1963)
- Le verdi bandiere di Allah, regia di Giacomo Gentilomo e Guido Zurli (1963)
- Una spada per l'impero, regia di Sergio Grieco (1964)
- L'incendio di Roma, regia di Guido Malatesta (1965)